# Fasciolariidae
Fasciolariidae – rodzina morskich, drapieżnych ślimaków, grupująca gatunki o wymiarach ciała od małych po bardzo duże. Jej przedstawiciele są szeroko rozpowszechnieni w morzach stref umiarkowanego i ciepłego klimatu całego świata.

## Cechy morfologiczne

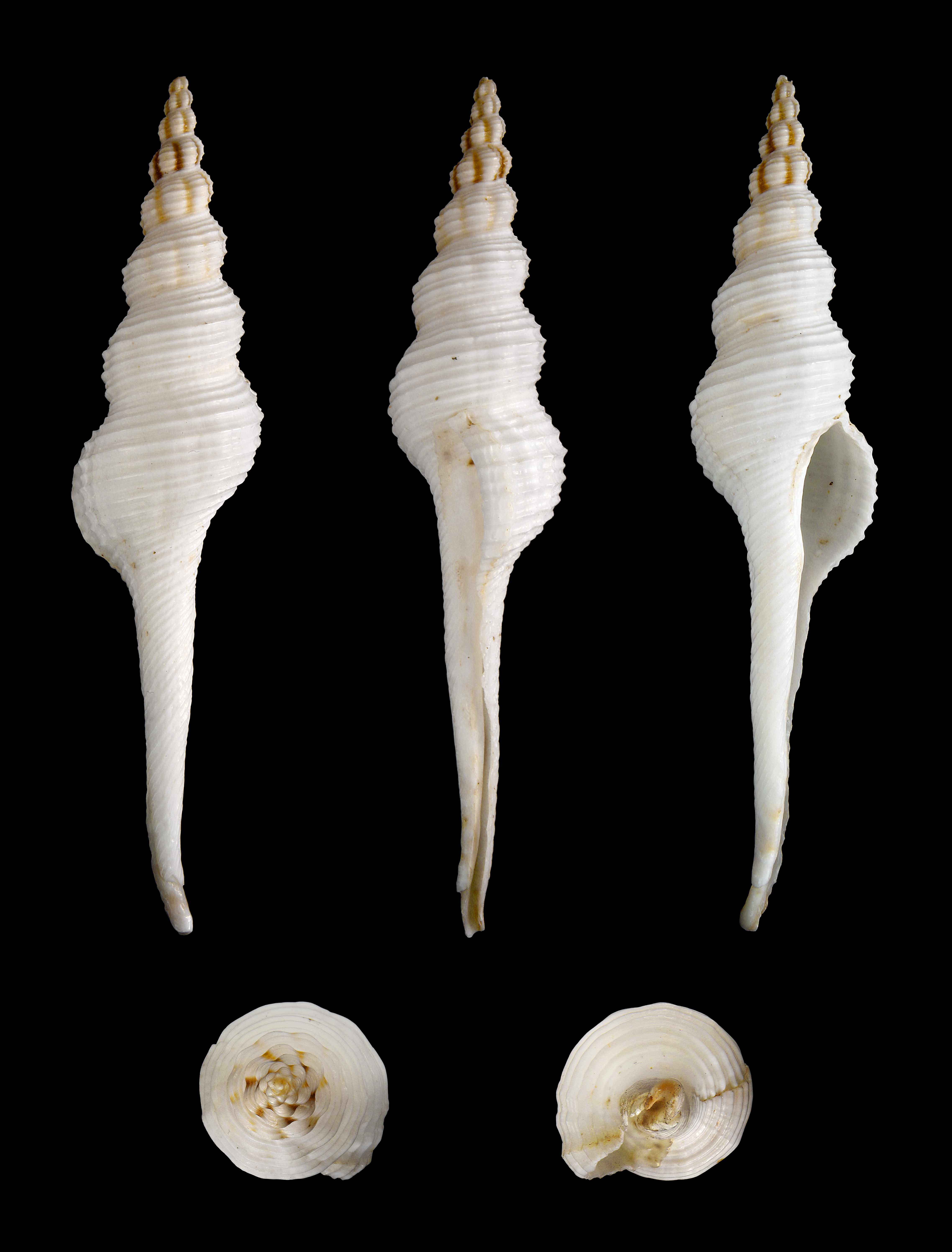
Fusinus colus

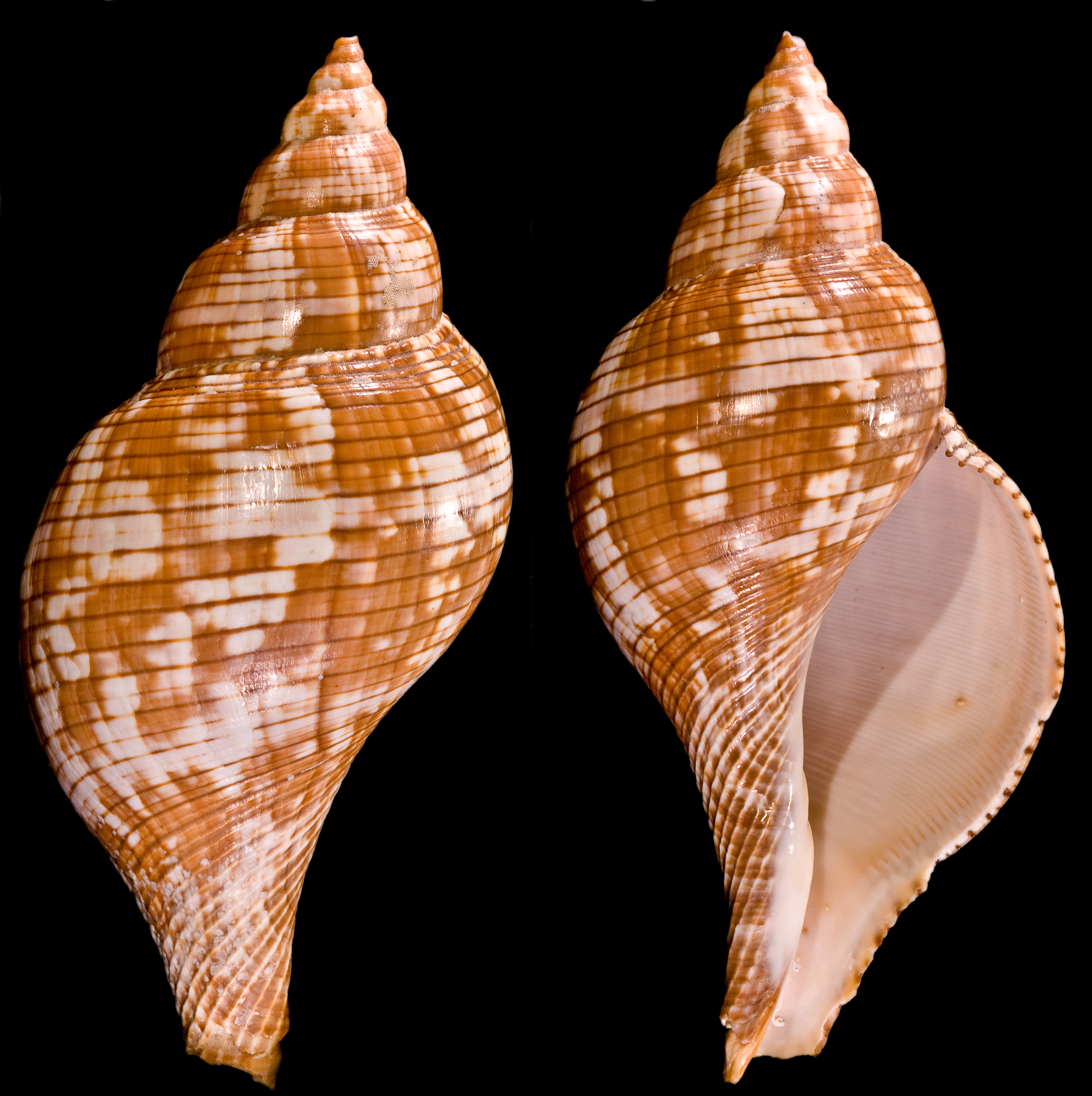
Fasciolaria tulipa

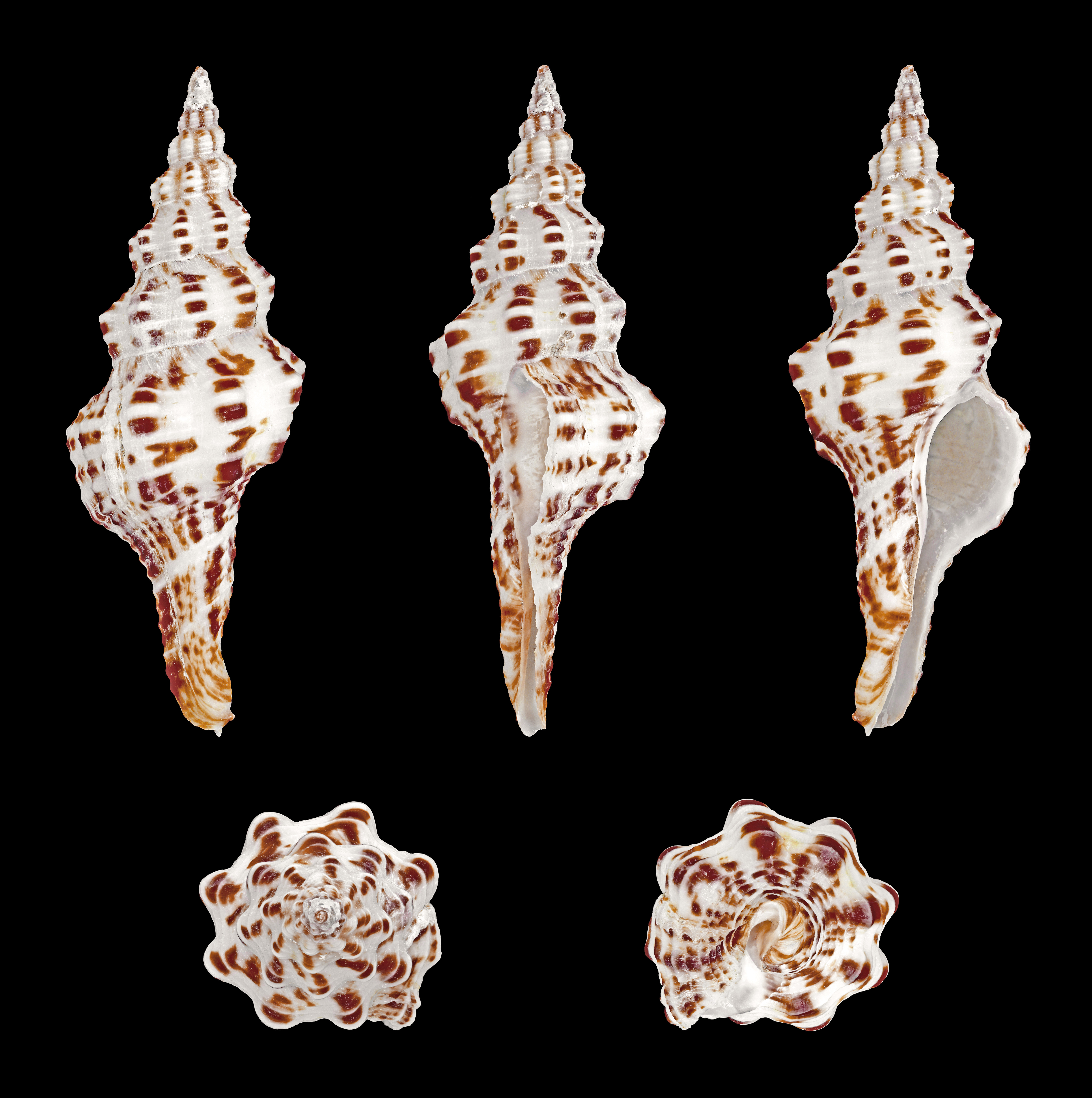
Marmorofusus polygonoides

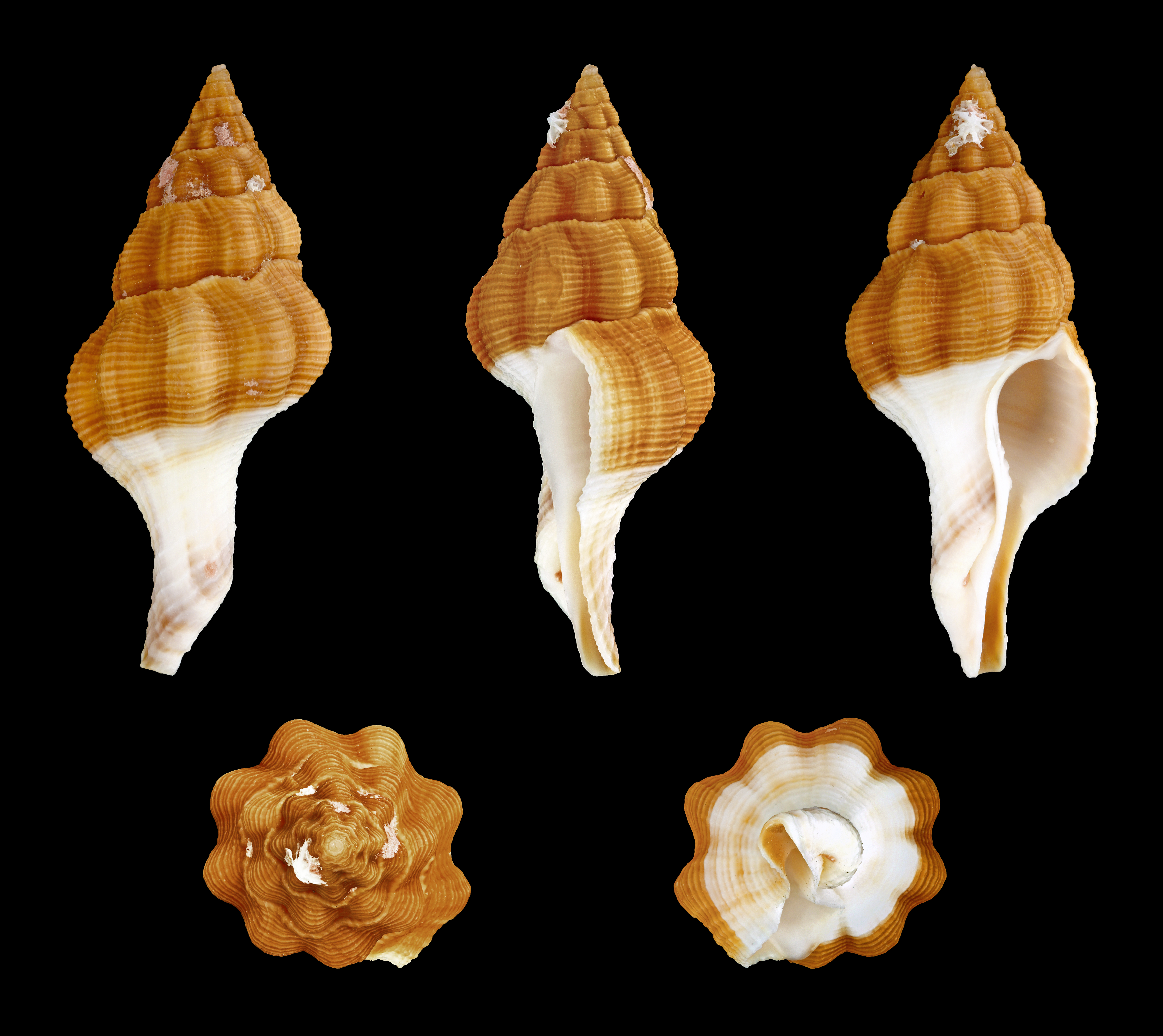
Fusolatirus paetelianus

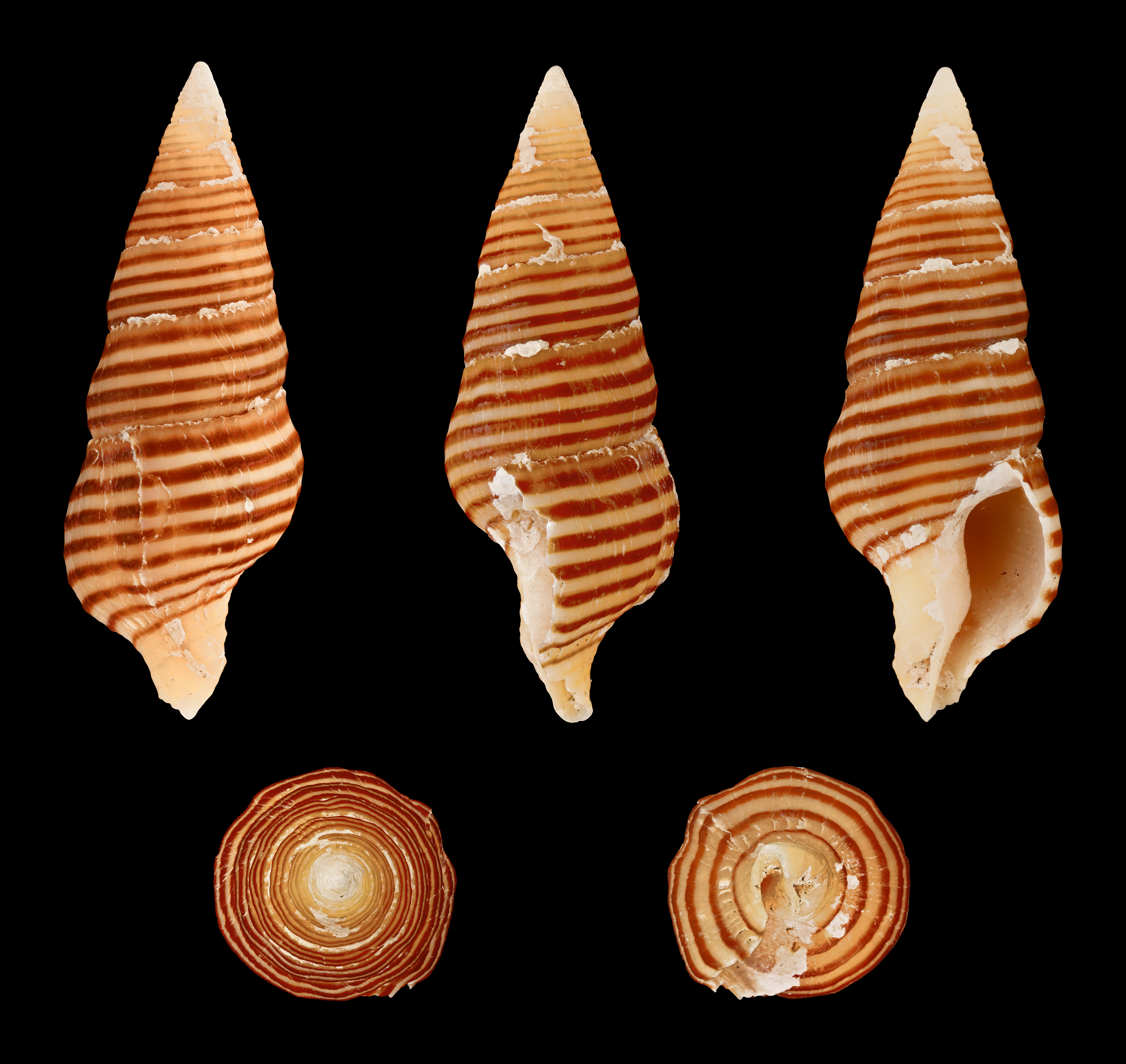
Turrilatirus turritus

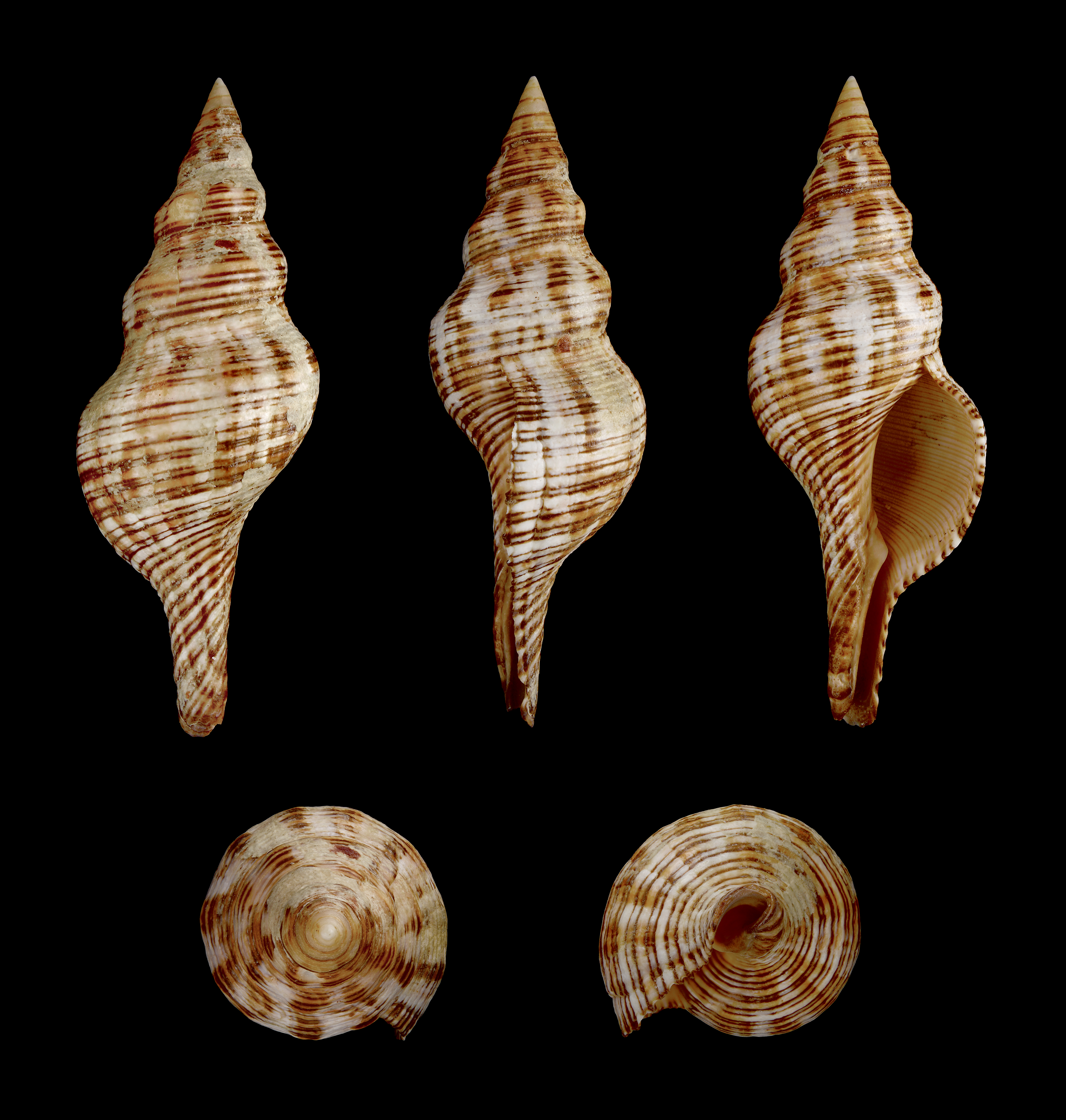
Filifusus filamentosus

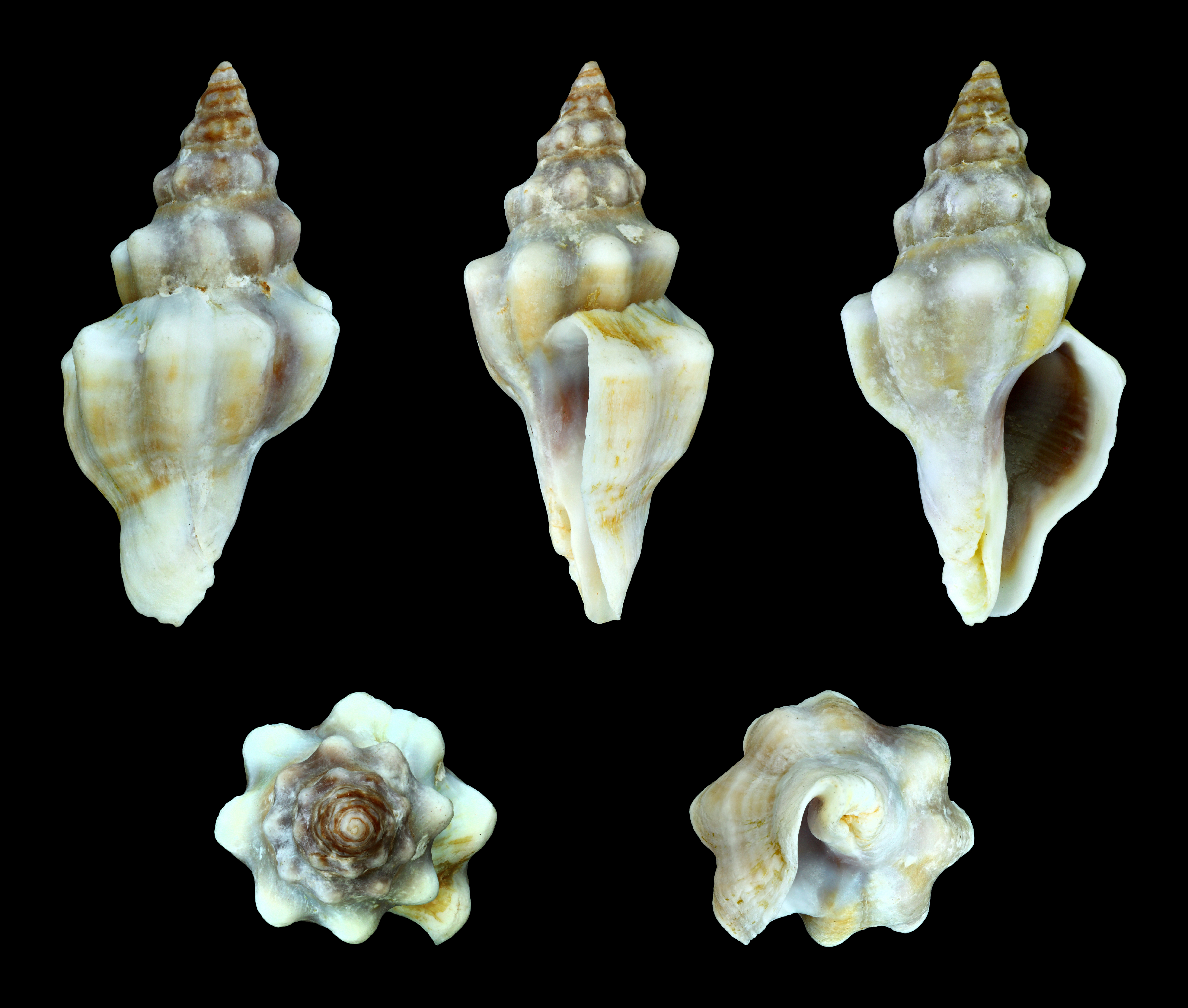
Tarantinaea lignaria

Muszle o średniej lub dużej wielkości (do rodziny należy gatunek Triplofusus giganteus – jeden z największych ślimaków świata), grubościenne, mają kształt wrzecionowaty. Skrętka ostro zakończona, wzniesiona, składająca się z wielu skrętów, na których często znajdują się różnego rodzaju urzeźbienie, w postaci rzędów guzków, linii spiralnych, poprzecznych żeber. Otwór muszli owalny lub lirowaty. Wrzeciono jest zazwyczaj gładkie, czasami z fałdami, brak dołka osiowego. Rynna syfonalna wciągnięta, prosta i otwarta. Muszla z grubym periostrakum. Ślimaki zaopatrzone w wieczko konchiolinowe.

## Występowanie
Przedstawiciele rodziny są szeroko rozprzestrzenione w litoralu mórz morzach stref umiarkowanego i ciepłego  klimatu, na całym świecie. Występują na dnie piaszczystym, wśród skał, koralowców.
Są drapieżnikami, polującymi na inne mięczaki. Jajorodne, jaja są składane w pakietach na twardym podłożu. Większość oocytów nie ulega zapłodnieniu i stanowi pokarm dla rozwijających się zarodków.

## Systematyka
W obrębie rodziny wyróżniane są trzy współczesne podrodziny:
- Fasciolariinae Gray, 1853
- Fusininae Wrigley, 1927
- Peristerniinae Tryon, 1880

oraz podrodzina kopalna:
- Clavilithinae Vermeij & M.A. Snyder, 2018 †

Podrodzinom tym przypisuje się następujące rodzaje:
podrodzina Fasciolariinae:

- Africolaria Snyder, Vermeij & Lyons, 2012
- Aurantilaria Snyder, Vermeij & Lyons, 2012
- Australaria Snyder, Vermeij & Lyons, 2012
- Calkota Squires & Saul, 2003
- Cinctura Hollister, 1957
- Fasciolaria Lamarck, 1799 – rodzaj typowy
- Filifusus Snyder, Vermeij & Lyons, 2012
- Fusilaria M.A. Snyder, 2013
- Granolaria Snyder, Vermeij & Lyons, 2012
- Kilburnia Snyder, Vermeij & Lyons, 2012
- Lathyropsis Oostingh, 1939 †
- Latirus Montfort, 1810
- Liochlamys Dall, 1889 †
- Lugubrilaria Snyder, Vermeij & Lyons, 2012
- Micasarcina Squires & Saul, 2003 †
- Mylecoma Squires & Saul, 2003 †
- Odontofusus Whitfield, 1892 †
- Perse B.L. Clark, 1918 †
- Piestochilus Meek, 1864 †
- Plectocion Stewart, 1927 †
- Pleuroploca P. Fischer, 1884
- Pliculofusus Snyder, Vermeij & Lyons, 2012 †
- Polygona Schumacher, 1817
- Skyles Saul & Popenoe, 1993 †
- Terebraspira Conrad, 1862 †
- Triplofusus Olsson & Harbison, 1953
- Woodsella Wade, 1926 †

podrodzina Fusininae:

- Africofusus Vermeij & M.A. Snyder, 2018
- Amiantofusus Fraussen, Kantor & Hadorn, 2007
- Angulofusus Fedosov & Kantor, 2012
- Angustifusus Vermeij & M.A. Snyder, 2018 †
- Apertifusus Vermeij & M.A. Snyder, 2018
- Aptyxis Troschel, 1868
- Araiofusus Callomon & M.A. Snyder, 2017
- Ariefusus Vermeij & M.A. Snyder, 2018
- Aristofusus Vermeij & M.A. Snyder, 2018
- Barbarofusus Grabau & Shimer, 1909
- Callifusus Vermeij & M.A. Snyder, 2018
- Chryseofusus Hadorn & Fraussen, 2003
- Conradconfusus M.A. Snyder, 2002 †
- Cyrtulus Hinds, 1843
- Enigmofusus Vermeij & M.A. Snyder, 2018
- Eofusus Vermeij & M.A. Snyder, 2018 †
- Falsicolus Finlay, 1930
- Fusinus Rafinesque, 1815
- Gemmocolus Maxwell, 1992 †
- Glaphyrina H.J. Finlay, 1926
- Goniofusus Vermeij & M.A. Snyder, 2018
- Granulifusus Kuroda & T. Habe, 1954
- Harasewychia Petuch, 1987
- Harfordia Dall, 1921
- Heilprinia Grabau, 1904
- Hesperaptyxis M.A. Snyder & Vermeij, 2016
- Iscafusus Kollmann, 2005 †
- Lamarckofusus Vermeij & Lozouet, 2012 †
- Lepidocolus P.A. Maxwell, 1992 †
- Lirofusus Conrad, 1865 †
- Lyonsifusus Vermeij & M.A. Snyder, 2018
- Mariafusus Petuch, 1988 †
- Marmorofusus M.A. Snyder & Lyons, 2014
- Microcolus Cotton & Godfrey, 1932
- Microfulgur H.J. Finlay & Marwick, 1937
- Ollaphon Iredale, 1929
- Parvofusus Tabanelli, 2014 †
- Perrilliata Squires & Saul, 2006 †
- Priscofusus Conrad, 1865 †
- Propefusus Iredale, 1924
- Pseudaptyxis Petuch, 1988 †
- Pseudofusus Monterosato, 1884
- Pullincola De Gregorio, 1894 †
- Remera Stephenson, 1941 †
- Sinistralia H. Adams & A. Adams, 1853
- Solutofusus Pritchard, 1898 †
- Streptochetus Cossmann, 1889 †
- Takashius Kantor, Fedosov, M.A. Snyder & Bouchet, 2022
- Tectifusus Tate, 1894 †
- Trophonofusus Kuroda & Habe, 1971
- Vermeijius Kantor, Fedosov, M.A. Snyder & Bouchet, 2018
- Viridifusus M.A. Snyder, Vermeij & Lyons, 2012

podrodzina Peristerniinae:

- Aptycholathyrus Cossman & Pissarro, 1905 †
- Benimakia Habe, 1958
- Brocchitas Finlay, 1927 †
- Bullockus Lyons & Snyder, 2008
- Crassibougia Stahlschmidt & Fraussen, 2012
- Dennantia Tate, 1888 †
- Dentifusus Vermeij & Rosenberg, 2003
- Dertonia Bellardi, 1884 †
- Exilifusus Conrad, 1865 †
- Fractolatirus Iredale, 1936
- Fusolatirus Kuroda & Habe, 1971
- Hemipolygona Rovereto, 1899
- Lamellilatirus Lyons & M.A. Snyder, 2008
- Latirolagena Harris, 1897
- Latirulus Cossmann, 1889
- Leucozonia Gray, 1847
- Lightbournus Lyons & Snyder, 2008
- Mazzalina Conrad, 1960 †
- Neolatirus Bellardi, 1884 †
- Nodolatirus Bouchet & M.A. Snyder, 2013
- Nodopelagia Hedley, 1915
- Opeatostoma Berry, 1958
- Peristernia Mörch, 1852
- Pleia H.J. Finlay, 1930 †
- Psammostoma Vermeij & Snyder, 2002 †
- Pseudolatirus Bellardi, 1884
- Pustulatirus Vermeij & Snyder, 2006
- Streptopelma Cossmann, 1901 †
- Tarantinaea Monterosato, 1917
- Taron Hutton, 1883
- Turrilatirus Vermeij & M.A. Snyder, 2006

podrodzina Clavilithinae †:
- Austrolithes H.J. Finlay, 1931 †
- Chiralithes Olsson, 1930 †
- Clavellofusus Grabau, 1904 †
- Clavilithes Swainson, 1840 †
- Cosmolithes Grabau, 1904 †
- Mancorus Olsson, 1931 †
- Papillina Conrad, 1855 †
- Perulithes Olsson, 1930 †

Jednego rodzaju nie przypisano dotąd do żadnej z podrodzin (incertae sedis):
- Paleosephaea Wade, 1926 †